# 諏訪利成
諏訪 利成（すわ としなり、1977年（昭和52年）1月29日 - ）は、日本の陸上競技（長距離走・マラソン）元選手・現指導者である。群馬県佐波郡東村（現伊勢崎市）出身。身長178センチメートル、体重58キログラム。
主な実績に、2004年アテネオリンピック6位入賞、2007年世界陸上大阪大会7位入賞（共に男子マラソン）。

## 経歴
- 桐生工業高校在籍時は北関東大会止まりの選手であったが、東海大学進学後に頭角をあらわす。
- 箱根駅伝では東海大学のエースとして、「花の2区」を任される。
- 日清食品に入社後、長距離走・マラソンを主に本格的に取り組み始める。
- 2001年4月の長野オリンピック記念長野マラソンが初マラソン、日本男子トップの2位でゴール。
- 2003年12月の福岡国際マラソンにおいては、下馬評の高かった日本記録保持者の高岡寿成を破り、優勝した国近友昭に次ぐ3秒の差で、2時間7分55秒の自己ベストタイム（現在男子マラソン日本歴代9位の記録）で2位に入る。翌2004年8月開催の、アテネオリンピック・男子マラソンには、最後の3番目での代表にすべり込んだ。
- そのアテネ五輪男子マラソン本番では手堅いレースを展開し、メダル獲得はならなかったものの6位入賞（油谷繁が日本男子最高の5位入賞、国近は42位で入賞ならず）。
- 2006年12月の福岡国際マラソンでは、4位の奥谷亘に次いで5位でゴール。翌2007年3月12日、同年8月開催の世界陸上大阪大会・男子マラソン日本代表に決定された。
- 2007年8月25日の、世界陸上大阪大会男子マラソン本番レースでは大きく期待されたものの、レース前から足の爪を剥がし出血するアクシデントに悩まされ、日本人3番目の7位入賞に留まった（ただし男子マラソン団体戦では、世界陸上3大会連続で金メダルを獲得した）。
- 2008年2月17日、第2回東京マラソンに出走したものの、日本人2番手の4位に終わり、2008年8月開催の北京オリンピック・男子マラソン代表選出はならなかった。
- 2011年12月4日、福岡国際マラソンに出場したが、レース前半で早々先頭争いから脱落、2012年8月開催のロンドンオリンピック・男子マラソン代表入りも逃した。
- 2013年4月1日に日清食品選手兼コーチに就任するが、選手としてマラソンを始め公式レースにはほとんど出場しなかった。翌2014年3月限りで事実上第一線からの現役を退き、同年4月からはコーチ業に専念した（ - 2018年）。
- 2019年から、日立物流陸上部コーチに就任した（ - 2022年4月30日）
- 2022年から、上武大学駅伝部の監督に就任した[1]。

## エピソード
2004年限りで伊勢崎市に吸収された東村最初で最後の名誉村民である。

## マラソン全成績
| 年月       | 大会                 | 順位 | 記録          | 備考                             |
| ---------- | -------------------- | ---- | ------------- | -------------------------------- |
| 2001年2月  | 長野マラソン         | 2位  | 2時間16分18秒 | 初マラソン                       |
| 2002年3月  | びわ湖毎日マラソン   | 4位  | 2時間09分10秒 |                                  |
| 2003年3月  | びわ湖毎日マラソン   | 10位 | 2時間11分47秒 |                                  |
| 2003年12月 | 福岡国際マラソン     | 2位  | 2時間07分55秒 | 自己最高記録                     |
| 2004年8月  | アテネオリンピック   | 6位  | 2時間13分24秒 | 五輪6位入賞                      |
| 2005年4月  | ロンドンマラソン     | 7位  | 2時間10分23秒 |                                  |
| 2006年12月 | 福岡国際マラソン     | 5位  | 2時間08分52秒 |                                  |
| 2007年8月  | 世界陸上大阪大会     | 7位  | 2時間18分35秒 | 団体戦では日本代表で金メダル獲得 |
| 2008年2月  | 東京マラソン2008     | 4位  | 2時間09分16秒 |                                  |
| 2008年9月  | ベルリンマラソン     | 8位  | 2時間13分04秒 |                                  |
| 2009年8月  | 北海道マラソン       | 16位 | 2時間17分04秒 |                                  |
| 2010年2月  | 別府大分毎日マラソン | 10位 | 2時間13分16秒 |                                  |
| 2010年12月 | 福岡国際マラソン     | 13位 | 2時間19分35秒 |                                  |
| 2011年12月 | 福岡国際マラソン     | 15位 | 2時間19分13秒 | 現時点で現役最後のマラソン       |

## 活動
- 諏訪利成のフォーム改造講座（ランニングマガジン・クリール）